# Alicia Izaguirre
Alicia Izaguirre Albiztur (Ciudad de Colón, 11 de junio de 1932-Logroño, 4 de junio de 2014) fue una política española, una de las mujeres más importantes del Partido Socialista Obrero Español (PSOE) de La Rioja en la década de 1980. Conocida por ser la primera gobernadora civil de Álava y la primera mujer delegada del Gobierno (cargo que ejerció en Cantabria) nombrada por el PSOE.

## Reseña biográfica

### Nacimiento e infancia
Alicia Izaguirre nació el 11 de junio de 1932 en la Ciudad de Colón, Panamá. De ascendencia vasca, su padre fue exiliado durante el gobierno de Primo de Rivera.

### Comienzos políticos
Fue profesora numeraria del Instituto Politécnico de Logroño.
En 1975, ingresó al PSOE como secretaria de organización del partido en el comité local de Logroño. Más tarde, en diciembre de 1982, fue la primera mujer en asumir el cargo de delegada general del Gobierno en la comunidad autónoma de Cantabria (1982-1984). También fue gobernadora civil de Álava entre 1984 y 1986.

### Trayectoria política
En 1987, fue designada candidata del PSOE a la presidencia de la comunidad de La Rioja, sin embargo, pese a haber ganado las elecciones, su candidatura se quedó a tres escaños de la mayoría absoluta, por lo que no logró la Presidencia.
En 1991, como gobernadora civil de Cáceres, decidió, a petición de los vecinos de la zona de bares de La Madrila que se quejaban de que su derecho al descanso estaba siendo vulnerado y con la oposición de los dueños de los locales de ocio, adelantar el horario de cierre de los bares. En respuesta, se produjeron disturbios con grupos de jóvenes, algunos venidos de otras partes del país, que tuvieron un gran impacto en los medios. En protesta, algunos jóvenes decidieron sortear la prohibición bebiendo en grupo en zonas públicas, sin control y a precios más baratos. Este hecho dio inicio al fenómeno del botellón, que tiene como antecedente inmediato la cultura de la litrona de los años ochenta y como involuntarios patrocinadores a los hosteleros de la ciudad de Cáceres.

En 1993, fue designada delegada del Gobierno de Extremadura, cargo que ocupó hasta 1996, cuando el PSOE perdió las elecciones generales.

## Premios y reconocimientos
Premio Rosa Manzano (2010), por ser "una referencia en España en la lucha por la igualdad de la mujer".